# Carex muelleri
Carex muelleri är en halvgräsart som beskrevs av Donald Petrie. Carex muelleri ingår i släktet starrar, och familjen halvgräs. Inga underarter finns listade i Catalogue of Life.